# Сарыбалы
Сарыбалы — деревня в Тюкалинском районе Омской области. Входит в состав Кабырдакского сельского поселения.

## История
Основана в 1926 г. В 1928 году выселок Сарыбальский состоял из 8 хозяйств, основное население — украинцы. В составе Гурковского сельсовета Тюкалинского района Омского округа Сибирского края.

## Население
| 1926 | 2010 |
| ---- | ---- |
| 33   | ↗85  |